# Olga Bibiková
Olga Bibiková (rusky: Ольга Бибик; * 26. září 1976 Krasnojarsk) je bývalá ruská reprezentantka ve sportovním lezení.
Vítězka Rock Masteru a Melloblocca v boulderingu, mistryně světa v lezení na rychlost, vítězka světového poháru v boulderingu, mistryně Evropy v lezení na rychlost, juniorská mistryně světa v lezení na obtížnost.

## Výkony a ocenění

### Závodní výsledky
| Arco Rock Master | Arco Rock Master |
| Rok              | 2003             |
| ---------------- | ---------------- |
| Bouldering       | 1                |

| Melloblocco | Melloblocco |
| Rok         | 2009        |
| ----------- | ----------- |
| Bouldering  | 1           |

| Mistrovství světa | Mistrovství světa | Mistrovství světa | Mistrovství světa | Mistrovství světa | Mistrovství světa | Mistrovství světa | Mistrovství světa | Mistrovství světa | Mistrovství světa | Mistrovství světa | Mistrovství světa |
| Rok               | 1993              | 1995              | 1997              | 1999              | 2001              | 2003              | 2005              | 2007              | 2009              | 2011              | 2012              |
| ----------------- | ----------------- | ----------------- | ----------------- | ----------------- | ----------------- | ----------------- | ----------------- | ----------------- | ----------------- | ----------------- | ----------------- |
| Obtížnost         |                   | 31                |                   |                   |                   | 31                |                   |                   | 9                 |                   |                   |
| Rychlost          | 1                 |                   | 3                 | 9                 |                   |                   |                   |                   | 25                |                   |                   |
| Bouldering        |                   |                   |                   |                   | 13                | 4                 | 6                 | 3                 | 7                 | 6                 | 15                |

| Světový pohár | Světový pohár | Světový pohár | Světový pohár | Světový pohár | Světový pohár | Světový pohár | Světový pohár | Světový pohár | Světový pohár | Světový pohár | Světový pohár | Světový pohár | Světový pohár | Světový pohár | Světový pohár | Světový pohár | Světový pohár | Světový pohár | Světový pohár | Světový pohár | Světový pohár |
| Rok           | 1992          | 1993          | 1994          | 1995          | 1996          | 1997          | 1998          | 1999          | 2000          | 2001          | 2002          | 2003          | 2004          | 2005          | 2006          | 2007          | 2008          | 2009          | 2010          | 2011          | 2012          |
| ------------- | ------------- | ------------- | ------------- | ------------- | ------------- | ------------- | ------------- | ------------- | ------------- | ------------- | ------------- | ------------- | ------------- | ------------- | ------------- | ------------- | ------------- | ------------- | ------------- | ------------- | ------------- |
| Obtížnost     | 20            | 13            | 26            | 31            | 37            |               |               |               | 35            | 38            |               | 22            |               |               |               | 30            |               | 52            |               |               |               |
| jednotlivě    |               |               |               |               |               |               |               |               |               |               |               |               |               |               |               |               |               |               |               |               |               |
|               |               |               |               |               |               |               |               |               |               |               |               |               |               |               |               |               |               |               |               |               |               |
| Rychlost      |               | 3             |               |               |               |               |               | 14            |               |               |               |               |               |               |               |               |               |               |               |               |               |
| jednotlivě    |               |               |               |               |               |               |               |               |               |               |               |               |               |               |               |               |               |               |               |               |               |
|               |               |               |               |               |               |               |               |               |               |               |               |               |               |               |               |               |               |               |               |               |               |
| Bouldering    |               |               |               |               |               |               |               | 16            | 6             | 5             |               | 2             | 2             | 2             | 1             | 29            | 12            | 24            | 17            | 23            | 31            |
| jednotlivě    |               |               |               |               |               |               |               |               |               |               |               |               |               |               |               |               |               |               |               |               |               |
|               |               |               |               |               |               |               |               |               |               |               |               |               |               |               |               |               |               |               |               |               |               |
| Kombinace     |               |               |               |               |               |               |               | x             | x             | x             |               | x             |               |               |               | x             |               | x             |               |               |               |

| Mistrovství Evropy | Mistrovství Evropy |
| Rok                | 2004               |
| ------------------ | ------------------ |
| Bouldering         | 1                  |

| Mistrovství světa juniorů | Mistrovství světa juniorů | Mistrovství světa juniorů | Mistrovství světa juniorů |
| Rok                       | 1992 kat A                | 1994 juniorky             | 1995 juniorky             |
| ------------------------- | ------------------------- | ------------------------- | ------------------------- |
| Obtížnost                 | 1                         | 5                         | 5                         |